# Un Noël pour l'éternité
Un Noël pour l'éternité (Christmas Do-Over) est un téléfilm de Noël américain réalisé par Catherine Cyran et diffusé le 26 décembre 2006 sur ABC Family.

## Synopsis
Un homme (Jay Mohr) passe le réveillon de Noël chez la mère de son fils et revit sans cesse la journée de Noël, jusqu'à ce qu'il réalise à quel point il est devenu égoïste et qu'il doit changer de comportement.

## Fiche technique
- Titre original : Christmas Do-Over
- Réalisation : Catherine Cyran
- Scénario : Trevor Reed Cristow et Jacqueline David, inspiré du film Un jour sans fin.
- Musique : Andrew Gross
- Photographie : Ken Blakey
- Durée : 90 minutes
- Date de diffusion : 2006

## Distribution
- Jay Mohr (VF : Michel Mella) : Kevin
- Daphne Zuniga (VF : Déborah Perret) : Jill
- Adrienne Barbeau (VF : Véronique Augereau) : Trudi
- David Millbern (VF : Guillaume Orsat) : Todd
- Tim Thomerson : Arthur
- Logan Grove : Ben
- Steve Hart : Joseph Henderson
- Sonia Izzolena : Mary Henderson
- Jacob Chambers : Jesus Henderson

 Source et légende : version française (VF) sur RS Doublage

## Accueil
Le téléfilm a été vu par environ 2,7 millions de téléspectateurs lors de sa première diffusion.